# Miroirs de Fresnel
Les miroirs de Fresnel sont un dispositif interférométrique composé de deux miroirs plans légèrement inclinés l'un par rapport à l'autre. Inventé par Augustin Fresnel, ce dispositif est destiné à mettre en évidence le caractère ondulatoire de la lumière. Il voit le jour à la même période que l'expérience des trous de Young, mais les miroirs de Fresnel ne démontrent que le phénomène d'interférences, alors que les trous d'Young permettent de mettre en évidence diffraction et interférences.

## Description du dispositif

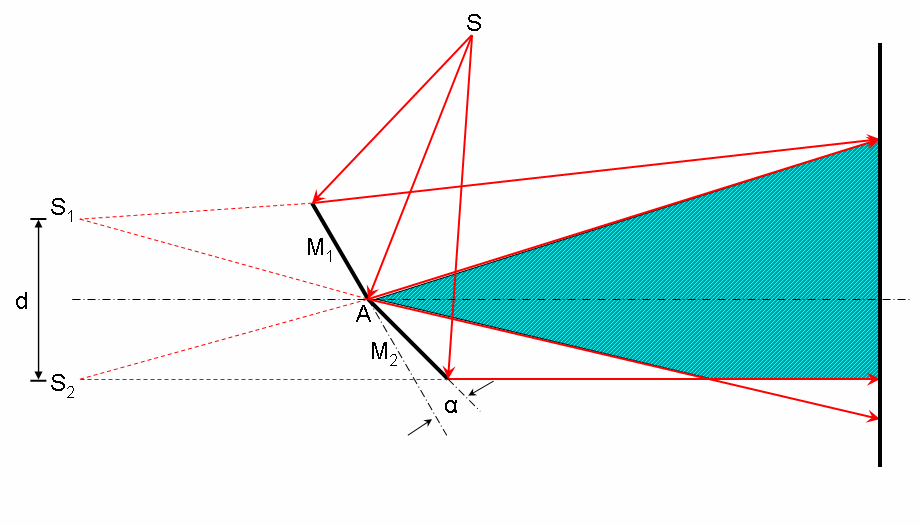
Représentation des miroirs de Fresnel.

Le dispositif est constitué de deux miroirs plans formant un dièdre. On notera α l'angle entre les deux miroirs.
On considère une source ponctuelle en S. 
S1 et S2 sont respectivement les symétriques de S par rapport aux miroirs M1 et M2.
S1 et S2 sont donc des sources secondaires virtuelles. On note d la distance entre S1 et S2, et on a[réf. non conforme] :
{\displaystyle d=S_{1}S_{2}=2\alpha SA=2\alpha R} avec {\displaystyle R=SA}
{\displaystyle d=2\alpha R}

## Description du phénomène
Un faisceau provenant de la source S est réfléchi à la fois sur M1 et sur M2. Les miroirs étant inclinés l'un par rapport à l'autre, ceci forme deux faisceaux par division du front d'onde, semblant provenir des sources secondaires S1 et S2. 
Les deux ondes réfléchies semblant provenir de S1 et S2 sont en réalité émises par une même source (S), elles sont donc  cohérentes (elles ont la même fréquence) et synchrones (le déphasage entre ces deux ondes est indépendant du temps)[réf. non conforme] : on peut observer des interférences dans la zone de recouvrement des faisceaux[réf. non conforme]. Il s'agit donc d'un interféromètre à division du front d'onde.